# Dianthidium rossi
Dianthidium rossi är en biart som beskrevs av Timberlake 1949. Dianthidium rossi ingår i släktet Dianthidium och familjen buksamlarbin. Inga underarter finns listade i Catalogue of Life.